# Cormano
Cormano település Olaszországban, Lombardia régióban, Milánó megyében. Lakosainak száma 20 356 fő (2023. január 1.). Cormano Bollate, Bresso, Cusano Milanino, Milánó, Novate Milanese és Paderno Dugnano községekkel határos.

## Népesség
A település lakossága az elmúlt években az alábbi módon változott:
| Lakosok száma | 20 059 | 20 074 | 20 019 | 20 356 |
|               | 2013   | 2017   | 2018   | 2023   |